# 천황기관설
천황기관설(일본어: 天皇機関説 덴노키칸세쓰[*])은 일본 제국 헌법 하에서 확립된 일본의 헌법 학설이다. 통치권(주권)은 법인인 국가에 있으며, 천황은 그러한 국가의 최고 기관으로서 다른 기관의 도움을 얻어 통치권을 행사한다는 논리를 전개했다. 독일의 공법학자 게오르크 옐리네크로 대표되는 국가법인설에 근거를 두고 있다.

## 학설의 내용과 변천

### 국가주권설과 군주주권설·인민주권설
‘주권(이 경우에는 국가의 최고결정권을 지칭)은 누구에게 있는가?’하는 질문에 ‘군주’라고 대답하는 것이 군주주권설이며, ‘국민’ 또는 ‘인민’이라고 대답하는 것이 국민주권설 또는 인민주권설이지만, ‘국가’라고 대답해 주권의 소재를 애매하게 만든 것이 국가주권설이다. 군주주권설과 국민주권설의 중간적 위치에 서서 양 학설을 절충한 이론이므로, 정치체제의 변화에서 온건하지만 진보적인 사상으로 널리 수용될 수 있다.

### 천황기관설의 역사

#### 천황주권설
일본제국 헌법의 해석은 당초 도쿄제국대학 교수였던 호즈미 야쓰카 등이 주창한 천황주권설이 지배적인 학설의 위치에서, 번벌(藩閥) 관료 세력의 전제지배(초연 내각)를 이론적인 면에서 지탱했다. 천황주권설은 주권이 ‘천황’에게 있다는 학설로, 군주주권설이 일본에 적용된 형태이다. 또한 이러한 천황주권설은 궁극적으로는 천황의 선조(황조황종)에게 주권이 있다는 것을 의미하기 때문에, 신칙주권이라고도 불렸다(왕권신수설이 일본에 적용된 형태).

#### 천황기관설의 시작
이러한 천황주권설에 대해 도쿄제국대학 교수 잇키 기토쿠로는 ‘통치권은 법인인 국가에 귀속된다’고 하는 국가법인설에 근거하여, 천황은 국가의 여러 기관 가운데 최고의 위치를 차지하고 있는 것이라고 규정한 천황기관설을 주창해 천황의 신격적 초월성을 부정했다. 잇키 교수가 도입한 국가법인설은 19세기 초기의 독일에서 인민주권설에 대응하여 군주주권설을 옹호하는 역할을 맡고 있었다(외견적 입헌군주제). 청일전쟁 이후에는 정당 세력과 타협을 꾀하고 있던 관료세력에게, 최고기관인 천황의 권한을 절대시한다는 이유로 중용되었다.

#### 천황기관설의 발전
러일전쟁 이후 천황기관설은 잇키 교수의 제자이자 도쿄제국대학 교수였던 미노베 다쓰키치에 의해 의회의 비중을 높이는 방향으로 발전해 갔다. 미노베는 비스마르크 시대 이후의 독일의 군권 확대에 대한 저항 이론으로 국가법인설을 다시 이끌어 낸 옐리네크의 학설을 통해, 국민의 대표기관인 의회는 내각을 통해 천황의 의사를 구속할 수 있다고 주장했다. 이러한 이론은 정당정치의 이론적 기초를 마련하였다.
미노베의 천황기관설은 대체로 다음과 같은 이론적 구성을 갖는다.
1. 국가는 하나의 단체로 법률상의 인격을 갖는다.
2. 통치권은 법인인 국가에 속하는 권리다.
3. 국가는 기관에 의해 행동하며, 일본에서 그 최고기관은 천황에 해당한다.
4. 통치권을 행하는 최고권한인 주권은 천황이 갖는다.
5. 최고기관인 조직의 차이에 따라 정체가 구별된다.

(중의원헌법조사회 사무국이 작성한 〈메이지헌법과 일본국헌법에 관한 기초적 자료〉에서 인용·참조.)
다이쇼 시대 초기에는 호즈미 교수의 제자였던 도쿄제국대학 교수 우에스기 신키치와 미노베의 논쟁이 일어난다. 서로 천황의 왕도적 통치를 이야기하지만, 우에스기는 천황과 국가를 동일시해 ‘천황은 자신을 위해 통치한다’거나 ‘국무대신의 도움 없이 통치권을 자의적으로 행사할 수 있다’고 주장했기 때문에, 미노베는 ‘천황은 국가인민을 위하여 통치하는 것이지, 천황 자신을 위해 통치하는 것은 아니다’라며 설득했다.
이러한 논쟁 이후 교토제국대학 교수였던 사사키 소이치도 거의 같은 학설을 따랐으며, 미노베의 천황기관설은 통설로 자리잡아갔다. 민본주의와 함께 의원내각제의 관행, 정당정치와 다이쇼 데모크라시를 유지하고, 미노베의 저서가 고등문관시험 준비의 필독서가 되면서 다이쇼 시대 중기부터 쇼와 시대 초기까지는 천황기관설이 국가가 공인한 헌법학설의 위치에 서게 되었다. 같은 시기의 섭정이자 나중에 천황이 되는 쇼와 천황 또한 천황기관설을 당연한 것으로 받아들이고 있었다는 사실은 잘 알려져 있다. 또한 미노베와 전혀 다른 위치에 서 있던 기타 잇키도 철저한 천황기관설주의자였다.

### 천황기관설 사건
군부 파시즘의 대두와 함께 국체명징운동이 일어나고, 사상과 학문의 자유는 사실상 탄압되면서 천황기관설도 국체에 어긋난다는 이유로 배격되기 시작했다.
1935년 2월 19일에는 귀족원 본회의에서 육군 중장 기쿠치 다케오 남작이 미노베 다쓰키치(당시 귀족권 칙선의원·도쿄제국대학 명예교수·제국학사원 대표·문관고등시험위원) 의원의 천황기관설을 가리켜, ‘완만한 모반이며, 명백한 반역’이라고 표현했다. 또한 미노베 의원을 가리켜 ‘학문을 이용하는 도둑’(学匪)이라거나 ‘모반인’ 등으로 맹비난했다.
이 연설을 계기로 군부와 우익 세력에서 천황기관설을 배격하는 목소리가 높아졌다. 2월 25일에는 미노베가 천황기관설을 쉽고 간단하게 설명한 ‘일신상의 변명’이라는 해명 연설을 발표하자, 회의장에서는 박수가 쏟아졌으며, 기쿠치 남작도 ‘이정도면 문제 없’다고 이야기하기에 이르렀다. 그러나 회의장 밖에서는 우익단체나 군인 단체가 소란을 피웠고, 개중에는 기관설을 오해해 ‘외람되게도 천황폐하를 기관총(기관차라는 설도 있음)에 빗대는 것은 무슨 일이냐’하며 격노하는 사람도 있었다.
미노베의 해명 연설에도 불구하고 천황기관설을 배격하는 목소리는 줄어들지 않았고, 연설내용이 신문을 통해 보도되자 우익이나 군부의 목소리는 더욱 높아져만 갔다. 이러한 흐름에 편승한 야당과 정우회는 기관설론자였던 추밀원 의장 잇키 기토쿠로나 내각법제국 장관 가나모리 도쿠지로 등의 실각, 오카다 게이스케 내각의 타도 등을 계획했다. 정부는 의회 폐회 후 군부대신의 요구에 따라 미노베를 조사하도록 지시했으며, 출판법 위반을 명목으로 하여 《헌법촬요》나 《축조헌법정의》(逐条憲法精義), 《일본국헌법의 기본주의》의 3종의 저서를 발행금지 처분에 처했다. 또한 문교부는 ‘국체명징훈령’을 발표했으며, 곧 8월 3일과 10월 15일의 양회에 걸쳐 국체명징성명을 발표하여 통치권의 주체는 천황에게 있다고 발표했고, 천황기관설의 교수를 금지했다.
미노베는 내무성 경보국장 가라사와 도시키에게 불경죄로 고발되어 조사를 받았다. 조사를 담당한 검사는 물론 미노베의 저서를 통해 천황기관설을 배우고, 미노베가 시험관으로 있던 고등문관시험 사법과에 합격해 검사가 된 사람이었다. 조사가 끝난 뒤, 미노베는 기소 유예 처분을 받았지만, 9월 18일에 귀족원 의원을 사직했다. 다음해 미노베는 천황기관설에 반대하는 우익에게 폭탄을 맞아 중상을 입었다.
1937년, 문부성은 《국체의 본위》라는 책을 발행해 전국의 교육기관에 배포했다. 이 책은 일전의 국체명징성명을 바탕으로, 천황기관설은 서양의 사상을 무비판적으로 도입한 것에 지나지 않으며, 기관설 문제는 서양사상에 영향을 받은 일부 지식인들의 폐풍에 원인이 있다고 진단했다.
2006년, 미국의회도서관에서 천황기관설을 주장한 헌법학자 19명에 대해 일본 문부성 사상국이 보복경고를 통해 전향이나 사상의 수정을 강요한 내용을 담은 기록이 발견되었다. 미국이 종전 이후 일본에서 접수한 〈각 대학에 있어서의 헌법학설 조사에 관한 문서〉로, 약 450쪽 분량이다. 개인의 이름이나 구체적인 사례와 함께 정부에 의한 사상통제의 과정이 기술되어 있다.

### 천황기관설의 사멸
제2차 세계 대전에서 일본이 패한 이후, 헌법 개정의 움직임이 활발해졌다. 하지만 천황기관설의 중추였던 미노베는 헌법 개정에 단호히 반대했지만, 정부나 여러 정당의 헌법 초안은 모두 천황기관설에 근거한 것이었다. 하지만 맥아더 사령부는 천황을 최고기관으로 하지 않고, 국민주권의 원칙에 입각한 일본국 헌법을 직접 초안하여 개정함으로 천황기관설은 헌법 해석 학설로서의 사명을 다했다.

## 같이 보기
- 고쿠타이